# Opius hoffmanni
Opius hoffmanni är en stekelart som beskrevs av Fischer 1964. Opius hoffmanni ingår i släktet Opius och familjen bracksteklar. Inga underarter finns listade i Catalogue of Life.